# Cantonul Annemasse-Sud
Cantonul Annemasse-Sud este un canton din arondismentul Saint-Julien-en-Genevois, departamentul Haute-Savoie, regiunea Rhône-Alpes, Franța.

## Comune
- Annemasse (parțial, reședință)
- Arthaz-Pont-Notre-Dame
- Bonne
- Étrembières
- Gaillard
- Vétraz-Monthoux

1. ↑  Légifrance